# Plaza de toros de Pomarez
La plaza de toros de Pomarez es una plaza de toros situada en Pomarez, en la Región de Aquitania en Francia.  

## Historia
La construcción data de 1931. Desde 1958 es una plaza de toros cubierta, siendo la primera plaza de estas características en Francia. Se emplea para las corridas landesas. Además acoge la escuela taurina de Pomarez para la enseñanza de esta disciplina de la tauromaquia. Las corridas tienen lugar en Pentecostés, el 1 de agosto y el 15 de agosto. Esta última es un festejo destacado en cuanto a la celebración de las corridas landesas en Las Landas, por lo que se la conoce como la meca de la corrida landesa.

## Descripción
Se trata de una plaza de toros cubierta con capacidad para 3.000 espectadores. Además para uso taurino también se emplea para otros eventos culturales o de ocio.